# Municipio de Thornapple
El municipio de Thornapple (en inglés: Thornapple Township) es un municipio ubicado en el condado de Barry en el estado estadounidense de Míchigan. En el año 2010 tenía una población de 7884 habitantes y una densidad poblacional de 84,73 personas por km².

## Geografía
El municipio de Thornapple se encuentra ubicado en las coordenadas 42°43′6″N 85°29′47″O / 42.71833, -85.49639. Según la Oficina del Censo de los Estados Unidos, el municipio tiene una superficie total de 93.05 km², de la cual 91.38 km² corresponden a tierra firme y (1.8%) 1.67 km² es agua.

## Demografía
Según el censo de 2010, había 7884 personas residiendo en el municipio de Thornapple. La densidad de población era de 84,73 hab./km². De los 7884 habitantes, el municipio de Thornapple estaba compuesto por el 96.46% blancos, el 0.38% eran afroamericanos, el 0.46% eran amerindios, el 0.44% eran asiáticos, el 0.03% eran isleños del Pacífico, el 0.77% eran de otras razas y el 1.46% pertenecían a dos o más razas. Del total de la población el 2.8% eran hispanos o latinos de cualquier raza.